# Arnold Strippel
Arnold Strippel (Unshausen (Hessen) 2 de juny del 1911 – mort a Frankfurt del Main (RFA), 1 de maig del 1994) era un fuster, masover aturat i funcionari nazi com a SS-Obersturmführer.

## Biografia
Va començar a treballar a l'empresa de construcció de son oncle. Quan a la crisi li va mancar la feina, va treballar un temps al mas dels seus pares fins que va sol·licitar l'ingrés a les SS el 1934. Després d'una revisió mèdica del SS-Hauptsturmführer Dr. Blies va ser acceptat, «pel seu aspecte nòrdic, ros i alt (1m85)».
Funcionari SS zelós
Va començar la seva carrera com a relator principal al Camp de concentració de Sachsenburg des de 1935, de 1937 a 1941 a Buchenwald, del 1941 a Struthof-Natzweiler, del 1941 a Majdanek. El 1943 va esdevenir comandant del camp de treballs forçats de Peenemünde i del 1943 al 1944 del camp de Vught als Països Baixos. Va cometre assassinats en la major part de caps de concentració en què va estar. A l'inici de 1945 va esdevenir el responsable de la gestió de totes les dependències del camp de Neuengamme. És en aquesta funció va tenir un paper important en transferir l'ordre des de les SS a Berlín de supprimir el departament Heissmeyer i participar en la massacre dels vint nens i dels seus quatre curadors. Va invocar la seva obediència deguda (Befehl ist Befehl) com a argument de descàrrec.
Després de la guerra
Després de la guerra va amagar-se. Als judicis de la Casa Curio, els seus còmplices van fer de testimonis de la seva participació en l'assassinat dels vint nens del Bullenhuser Damm la nit del 21 al 22 d'abril de 1945 en la seva absència i va ser condemnat en contumàcia. El 1948 va ser reconegut per un antic deportat del camp de Buchenwald i va ser arrestat. El juliol 1949 va ser condemnat multiplement a mort per 21 assassinats a Buchenwald. La pena efectiva va ser de 20 anys d'empresonament, el 1969 la pena va ser reduït a sis anys i Strippel va rebre una indemnització de 121.500 marcs alemanys pel temps de reclusió superior a sis anys, 7 vegades més que la indemnització dels deportats als camps que van tenir sort i sobreviure. Corregits per inflació, serien uns 166.000 euros de 2013.
La massacre del Bullenhuser Damm no va ser tractada durant aquest judici. Durant els judicis ulteriors, va ser absolt per a raons formals.
A aquest judici van seguir-lo d'altres, que la justicia alemanya, poc motivada, va allargassar. De resultes d'aquests judicis, va ser condemnat a penes menors, malgrat les protestes dels parents de les seves multiples víctimes. El darrer procés el 1987 a Hamburg va ser deixat de banda «per raons de salut», tot i que cap report mèdic havia estat consignat. Malgrat la seva «salut fràgil» Strippel va viure encara set anys més després d'aquest darrere judici i va morir per causes naturals a l'edat de 82 anys el 1994.

## L'actitud ambigua i passiva de la justícia alemanya
Aquest cas sovint és citat per les víctimes del nazisme i els seus descendents per a il·lustrar l'actitud blana i ambigua de la justícia de la República Federal Alemanya (RFA) en la desnazificació de la societat del postguerra i la persecució dels crims de guerra i crims contra la humanitat. Un tribunal internacional, organitzat el 1986 per l'Associació Nens del Bullenhuser Damm amb la col·laboració de juristes alemanys i internacionals reputats en ell qual van participar molts testimonis, va confirmar aquesta descurança o desinterès de la justícia oficial.